# Ana Carbatti
Ana Maria Carvalho Baptista, mais conhecida pelo seu nome artístico Ana Carbatti (Rio de Janeiro, 6 de novembro de 1969), é uma atriz brasileira.

## Biografia
Ana Maria Carvalho Baptista nasceu no Rio de Janeiro, em 6 de novembro de 1969. É atriz e tem participações em televisão e em cinema.
No cinema, Ana começou em 2001, fazendo Minha Vida em Suas Mãos. Em 2002 participou de Lost Zweig, em 2003 trabalhou em Quanto Vale ou É Por Quilo?. Em 2009 participou do longa Os Inquilinos.
O início de sua carreira na televisão foi marcada por uma participação especial na novela Força de um Desejo, em 1999, na Rede Globo. Desde então, tem feitos diversos trabalhos em novelas e seriados. No ano seguinte, em 2000, interpretou a médica Aline em Laços de Família, de Manoel Carlos, também na Rede Globo.
Em 2001 despontou ao interpretar a artista plástica bem sucedida Dominique Cruz em Estrela-Guia. Na trama, a elegante Dominique se envolveu com o protagonista da trama, Tony (Guilherme Fontes), e teve um filho, e sofria com o preconceito da mãe de Tony. No mesmo ano, a atriz fez uma participação especial em As Filhas da Mãe, de Silvio de Abreu, interpretando Luzineide.
Em 2002 esteve presente em Coração de Estudante interpretando a advogada Eneida, a melhor amiga da protagonista Clara (Helena Ranaldi) e também uma rígida professora. Durante quatro anos se manteve afastada de trabalhos na televisão, voltando somente em 2006, na minissérie JK, onde interpretou a sofrida cozinheira Guiomar, que foge de uma fazenda após ser vendida como escrava, em seguida monta uma pensão em Brasília para abrigar o construtores da capital federal.
Em 2007 faz seu primeiro trabalho fora da emissora carioca Rede Globo, interpretando a médica Beatriz em Caminhos do Coração na Rede Record. Quatro anos mais tarde, de volta à Globo, a atriz faz participação especial na novela do horário nobre Insensato Coração de Gilberto Braga.
Volta em 2012 interpretando a vilã misteriosa Zenaide em Lado a Lado de Gilberto Braga, novela qual foi ganhadora do Prêmio Emmy Internacional de melhor telenovela. Na trama sua personagem simplesmente desapareceu, sua última aparição foi fazendo um gesto de '"sinal de cruz" no enterro de sua irmã
Em 2013, volta ao horário nobre, interpretando Judith Santiago em Amor à Vida.
Em 2014 interpreta sofrida empregada Aurélia em Alto Astral de Daniel Ortiz. Em 2016, repetindo parceria com Daniel Ortiz, integra o elenco de Haja Coração um reboot de Sassaricando, onde interpreta a professora Nair, a mãe adotiva de Apolo (Malvino Salvador), Larissa (Marcella Valente) e Adonis (José Loreto), que sofre por guardar um segredo durante toda a trama.

## Filmografia

### Televisão
| Ano  | Título                       | Personagem                      | Notas                                                 |
| ---- | ---------------------------- | ------------------------------- | ----------------------------------------------------- |
| 1999 | Força de um Desejo           | Zulmira                         |                                                       |
| 2000 | Laços de Família             | Aline                           |                                                       |
| 2001 | Estrela-Guia                 | Dominique Cruz                  |                                                       |
| 2001 | As Filhas da Mãe             | Luzineide                       |                                                       |
| 2002 | Coração de Estudante         | Eneida Pimenta                  |                                                       |
| 2006 | JK                           | Guiomar                         |                                                       |
| 2007 | Caminhos do Coração          | Drª. Beatriz Gonçalves de Souza |                                                       |
| 2011 | Insensato Coração            | Marlene Gurgel de Souza         |                                                       |
| 2012 | Lado a Lado                  | Zenaide de Souza                |                                                       |
| 2013 | Amor à Vida                  | Drª. Judith Santiago            |                                                       |
| 2014 | Alto Astral                  | Aurélia Duarte                  |                                                       |
| 2016 | Haja Coração                 | Nair dos Santos Menezes         |                                                       |
| 2017 | Tempo de Amar                | Isolina de Jesus                |                                                       |
| 2019 | Malhação: Toda Forma de Amar | Lúcia Silva                     | Episódio: "16 de abril"                               |
| 2020 | Salve-se Quem Puder          | Consulesa Adriana Regiano       |                                                       |
| 2020 | Onisciente                   | Vilma Teixeira                  | Episódio: "Uma Pessoa Boa que fez uma Coisa Horrível" |
| 2020 | Os Últimos Dias de Gilda     | Jandira                         |                                                       |
| 2022 | Sob Pressão                  | Elaine Rocha Santana            | Episódio: "5"                                         |
| 2024 | Família É Tudo               | Nanda Mancini                   |                                                       |
| 2024 | Dom                          | Médica                          | Episódios: "Questão de Tempo" "Aqui Se Paga"          |

### Cinema
| Ano  | Título                      | Personagem      |
| ---- | --------------------------- | --------------- |
| 2001 | Minha Vida em Suas Mãos     | Salete          |
| 2002 | Lost Zweig                  | Yolanda         |
| 2005 | Quanto Vale ou É por Quilo? | Arminda         |
| 2009 | Os Inquilinos               | Iara            |
| 2013 | Jogo das Decapitações       | Heloísa         |
| 2019 | Minha Mãe É uma Peça 3      | Terapeuta       |
| 2021 | Um Tio Quase Perfeito 2     | Professora      |
| 2023 | União Instável              | Suzana          |
| 2024 | A Herança                   | Dra. Vera Malta |

## Teatro
| Ano  | Título                                  | Personagem                                           |
| ---- | --------------------------------------- | ---------------------------------------------------- |
| 2012 | A revista do ano - Olimpo carioca       | —                                                    |
| 2013 | Clementina, Cadê Você?                  | Clementina de Jesus                                  |
| 2022 | Museu Nacional [todas as vozes do fogo] | Luzia, o fóssil humano mais antigo da América do Sul |
| 2022 | Ninguém Sabe Meu Nome                   | —                                                    |

## Prêmios e indicações
| Ano  | Prêmio                                      | Categoria                   | Trabalho                    | Resultado |
| ---- | ------------------------------------------- | --------------------------- | --------------------------- | --------- |
| 1997 | Prêmio Mambembe                             | Melhor Atriz                | A Capital Federal           | Indicada  |
| 2005 | Prêmio Arte Qualidade Brasil                | Melhor Atriz Coadjuvante    | Quanto Vale ou É Por Quilo? | Indicada  |
| 2010 | Festival Internacional de Cinema de Maringá | Melhor Atriz                | Os Inquilinos               | Venceu    |
| 2012 | Prêmio Zilka Sallaberry de Teatro Infantil  | Melhor Atriz                | História de Jilu            | Indicada  |
| 2013 | Prêmio Questão de Crítica                   | Melhor Atriz                | Clementina, cadê Você?      | Indicada  |
| 2023 | Prêmio Shell - RJ                           | Melhor Atriz                | Ninguém Sabe Meu Nome       | Indicada  |
| 2023 | Prêmio APTR                                 | Atriz em Papel Protagonista | Ninguém Sabe Meu Nome       | Indicada  |
| 2023 | Prêmio Cenym de Teatro                      | Melhor Atriz                | Ninguém Sabe Meu Nome       | Pendente  |